# Schweizer Aircraft Corporation
Die Schweizer Aircraft Corporation war ein US-amerikanisches Unternehmen in Horseheads (Chemung County), am Flughafen Elmira/Corning Regional Airport (ICAO: KELM), das anfangs Segelflugzeuge, später jedoch Hubschrauber und bemannte sowie unbemannte Aufklärungsflugzeuge produzierte.

## Geschichte
Die Firma wurde 1930 als Schweizer Metal Aircraft Company von den Brüdern Ernie, Paul A. und William Schweizer gegründet.
Im Jahr 2004 wurde das Unternehmen von der Sikorsky Aircraft Corporation übernommen.

### Segelflugzeuge
Das erste Segelflugzeug SGP 1-1 hatte schon 1930 seinen erfolgreichen Erstflug. Im Dezember 1939 übersiedelte die Firma nach Elmira, New York und nannte sich Schweizer Aircraft Corporation. Ab 1942 produzierte die Firma den Lastensegler TG-2 als Übungsflugzeug für die US-Armee in größerer Stückzahl. Nach Ende des Zweiten Weltkrieges produzierte die Firma Flugzeugteile für Sikorsky, Grumman und andere Firmen, jedoch auch weiterhin Segelflugzeuge wie zum Beispiel die SGU 2-22 und die SGS 1-35. Im Jahre 1984 erhielt Schweizer den Auftrag für die USAF den Motorsegler SGM 2-37 zu entwickeln. Bekanntester Typ dürfte der Einsitzer Schweizer SGS 1-26 sein, der in den USA etwa denselben Stellenwert einnimmt wie in Deutschland die Schleicher K 8. von diesem Einsitzer baute Schweizer 700 Exemplare.

### Hubschrauber
Seit 1983 baut die Firma in Lizenz die Hughes Aircraft Hubschraubermodelle 269/300C. Im Jahre 2004 wurde Schweizer von der Sikorsky Aircraft Corporation gekauft, die z. B. den am 18. Dezember 2008 zum Erstflug gestarteten Nachfolger der Schweizer S-333 nun als Sikorsky S-434 anbot. Bekannt ist vor allem der Schulungs-Hubschrauber Schweizer 300C.
Gemeinsam mit Northrop Grumman wurde das UAV MQ-8 entwickelt, welches auf der S-333 basiert. Außerdem wurde mit Sikorsky an der Entwicklung der Sikorsky X2 gearbeitet.
Die Schweizer Aircraft Corporation wurde im Februar 2009 in die Sikorsky Global Helicopters Gruppe integriert. Das Werk in Elmira wurde Ende 2012 geschlossen.

## Typen
- Schweizer SGP 1-1
- Schweizer SGU 1-2
- Schweizer SGU 1-3
- Schweizer SGU 1-6
- Schweizer SGU 1-7
- Schweizer SGS 2-8 (Militärische Version: TG-2)
- Schweizer SGC 8-10
- Schweizer SGC 15-11
- Schweizer SGS 2-12 (Militärische Version: TG-3)
- Schweizer SGC 6-14
- Schweizer SGC 1-15
- Schweizer SGU 1-16
- Schweizer SGS 1-17
- Schweizer SGS 2-18
- Schweizer SGU 1-19
- Schweizer SGU 1-20
- Schweizer SGS 1-21
- Schweizer SGU 2-22
- Schweizer SGS 1-23
- Schweizer SGS 1-24
- Schweizer SGS 2-25
- Schweizer SGS 1-26
- Schweizer 2-27
- Schweizer 7-28
- Schweizer SGS 1-29
- Schweizer 1-30
- Schweizer 2-31
- Schweizer SGS 2-32
- Schweizer SGS 2-33
- Schweizer SGS 1-34
- Schweizer SGS 1-35
- Schweizer SGS 1-36 Sprite
- Schweizer SGM 2-37